# Tomasz Śmiałek
Tomasz Śmiałek (ur. 16 stycznia 1981 w Tomaszowie Mazowieckim) – polski lekkoatleta, skoczek wzwyż, trener reprezentantki Szwecji w skoku wzwyż  Eriki Kinsey.

## Wykształcenie
Absolwent najstarszej tomaszowskiej szkoły średniej - I Liceum Ogólnokształcącego im. Jarosława Dąbrowskiego, w którym trenował pod okiem Marka Grabolusa Studia licencjackie  na kierunku biznesowym ukończył pracując już jako trener w USA na Uniwersytecie w Akron.

## Kariera sportowa
Przez większość kariery w Polsce związany z Warszawianką.  Jednak - jak podkreśla Śmiałek w wielu wywiadach - to warunki w jakich dorastał w Tomaszowie Mazowieckim umożliwiły mu sukcesy w sporcie. Bliskość Centralnego Ośrodka Sportu w Spale, oddalonego od rodzinnego Tomaszowa zaledwie o 10 km, opieka trenerska od najmłodszych lat w lokalnych szkołach zaowocowały sukcesami zaraz po skończeniu liceum a następnie zagranicznym stypendium i kontraktem.
Złoty medalista Halowych Mistrzostw Polski seniorów w lekkiej atletyce 2000. Brązowy medalista Mistrzostwa Świata Juniorów w Lekkoatletyce (Santiago 2000). Na tych mistrzostwach zaproszony przez głównego trenera amerykańskiego Uniwersytetu z Akron, który przez kilka lat reprezentował otrzymując od uczelni stypendium.

## Kariera trenerska
Po zakończeniu kariery sportowej, trener skoczków wzwyż, skoczków w dal i trójskoku na Uniwersytecie w Akron w stanie Ohio, w USA, a od 2017 roku reprezentantki Szwecji w skoku wzwyż Eriki Kinsey.

## Rekordy życiowe
- skok wzwyż (stadion) - 2.23 (2005)
- skok wzwyż (hala) - 2.23 (2006)

## Życie prywatne
Żonaty z polską trenerką Dominiką Stokowską z którą poznał się już w Akron w USA.